# Alessandro Cagno
Alessandro Umberto „Sandrin” Cagno (ur. 2 maja 1883 roku w Turynie, zm. 23 grudnia 1971 roku tamże) – włoski kierowca wyścigowy, pionier lotnictwa i wyścigów motorowodnych.

## Życiorys
Cagno rozpoczął karierę w wyścigach samochodowych w 1902 roku w wieku osiemnastu lat. W belgijskim wyścigu Circuit of Ardennes uplasował się na drugiej pozycji. W 1904 roku wygrał wyścig górski Susa – Mont Cenis, a rok później w wyścigu na Mont Ventoux był trzeci. W 1906 roku wygrał włoski wyścig Targa Florio, korzystając z samochodu produkcji Itali. Dystans wyścigu przejechał w około 9 godzin ze średnią prędkością 50 km/h.
Cagno był również entuzjastą latania. W związku z tym projektował i testował samoloty. Zbudował pierwszą szkołę latania we Włoszech w miejscowości Pordenone. Zbudował również pierwszy bombowiec oraz brał udział w wojnie w Libii jako pilot.
Cagno startował w samochodzie Itala w Grand Prix Francji 1908. Wyścig był złożony z 10 48-milowych okrążeń. Dojechał do mety jako jedenasty spośród 47 startujących. W 1912 roku Włoch powrócił do Fiata jako główny kierowca testowy. W czasie I wojny światowej testował samochody dla wojska. Po wojnie, w 1923 roku wygrał wyścigi Leningrad-Tbilisi-Moskwa oraz Brescia Vetturette GP.